# Nieuwezijds Voorburgwal 104-108

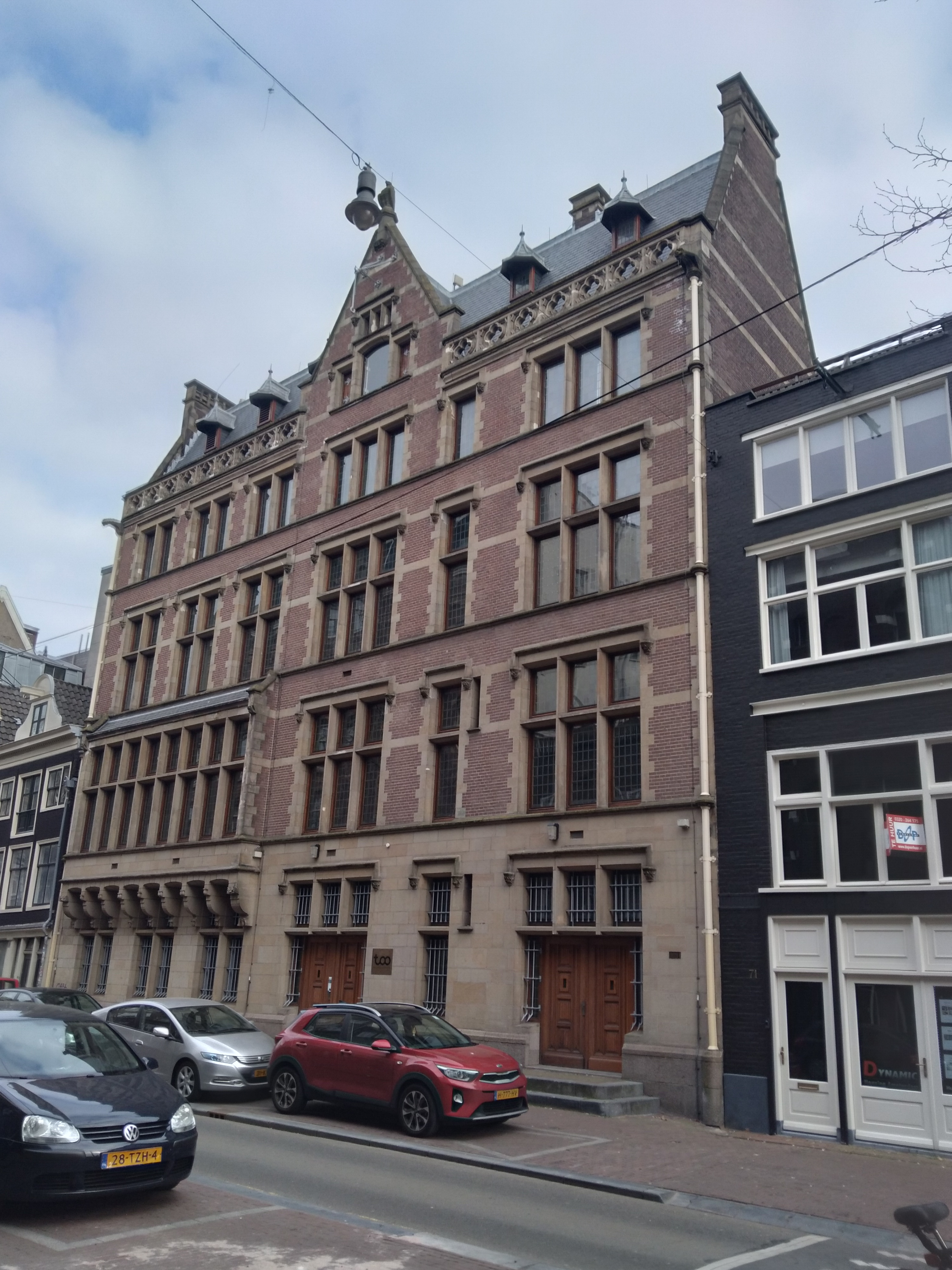
Gevelwand Spuistraat (maart 2021)

Nieuwezijds Voorburgwal 104-108 is een gebouw aan de Nieuwezijds Voorburgwal in Amsterdam-Centrum. Het heeft een achtergevel aan de Spuistraat daar waar de huisnummers 65 tot en met 69 gepositioneerd zouden zijn.

## Geschiedenis
Die Spuistraat is aangelegd op de gracht Nieuwezijds Achterburgwal, die rond 1867 gedempt werd. De Nieuwezijds Voorburgwal was net als die Achterburgwal eeuwenlang een gracht, eerst aan de rand van de stad, maar steeds meer ingebouwd; zij werd rond 1884 gedempt. De oorspronkelijk 14e-eeuwse bebouwing is allang gesloopt, maar er staat nog een veelvoud van gebouwen die het uiterlijk hebben van een grachtenpand. Uit de tijd van na de demping stamt dit gebouw, in het koloniaal verleden bekend als gebouw Congo.
Voor de bouw moest het gebouw dat als adres Nieuwezijds Voorburgwal 104 had gesloopt worden. In zomer 1910 was men zover dat de betonijzerwerken voor het gewapend beton aanbesteed konden worden. De kantoren van die firma NV Nederlandschen Betonijzerbouw waren overigens om de hoek gevestigd aan de Raadhuisstraat 37. Opdrachtgever was de NV Maatschappij tot Exploitatie van Onroerend Goed Congo, bestemming was een kantoorgebouw voor handelsfirma H.G.Th. Crone, importeur van thee, kruiden en specerijen uit Nederlands-Indië alsook producten van extensieve veeteelt. De nieuwbouw werd ontworpen door Frans Poggenbeek en werd doorgetrokken naar de gevelwand van de Spuistraat, alwaar ook panden (nrs 65 en 67) tegen de vlakte gingen. Het ging de firma Crone voor de wind, want in de eindjaren twintig was uitbreiding noodzakelijk. Opnieuw kwam de slopershamer eraan te pas om de gebouwen Nieuwezijds Voorburgwal 106 en 108 en dit maal Spuistraat 69 tegen de vlakte te slaan. Poggenbeek was al overleden (1922) en men vroeg derhalve aan architect Ir. Gerrit Langhout (bekend van De Telegraaf en Kas-Associatie verder op in de buurt) deze uitbreiding voor zijn rekening te nemen. De bouw van dit deel liep door procedurele problemen uit tot in 1932 aan toe. Langhout eerbiedigde daarbij de door Poggenbeek gehanteerde stijl, zodat de gebouwen architectonisch op elkaar aansloten. Poggenbeek hanteerde de stijl traditioneel bouwen met toepassing van elementen uit het rationalisme en Engelse gotiek. De oorspronkelijk hoofdingang kwam te liggen aan de NZ Voorburgwal 104 (onder de puntgevel), maar werd na de aanbouw verplaatst naar het midden van het gebouw; het oorspronkelijke deel werd daarop aangepast.
De gevels van zowel de nieuw- als oudbouw zijn opgetrokken uit natuursteen en roodbruine baksteen. Beide zijden van de gebouwen hebben een puntgevel van Poggenbeek. Op de top van die puntdaken bevinden zich beeldhouwwerken. In de vorm van een vrouwenfiguur (Nieuwezijds Voorburgwal) en adelaar (Spuistraat). Het zou kunnen dat deze beelden gemaakt zijn door Lambertus Zijl met wie Poggenbeek wel samenwerkte.
Op 11 december 2001 werd het gebouw opgenomen in het monumentenregister, mede vanwege twee bouwfasen in één bouwstijl met accentpunten in het bijzondere materiaalgebruik, ornamentiek en de bewaarde oorspronkelijke bouw.
In 1985 kocht de Handelsvereniging Amsterdam (HVA) alle aandelen van Crone op en slokte zodoende het bedrijf op. HVA breidde daarmee zijn arsenaal uit, want zij was meer gespecialiseerd in palmolie en intensieve veeteelt. Het personeel werd ondergebracht in de kantoren van HVA en het gebouw kwam deels leeg te staan. In het begin van de 21e eeuw was er een aantal jaren een politiebureau als ook ATAS gevestigd; maar vanaf 2015 is het in gebruik als kantoor van diverse bedrijven.

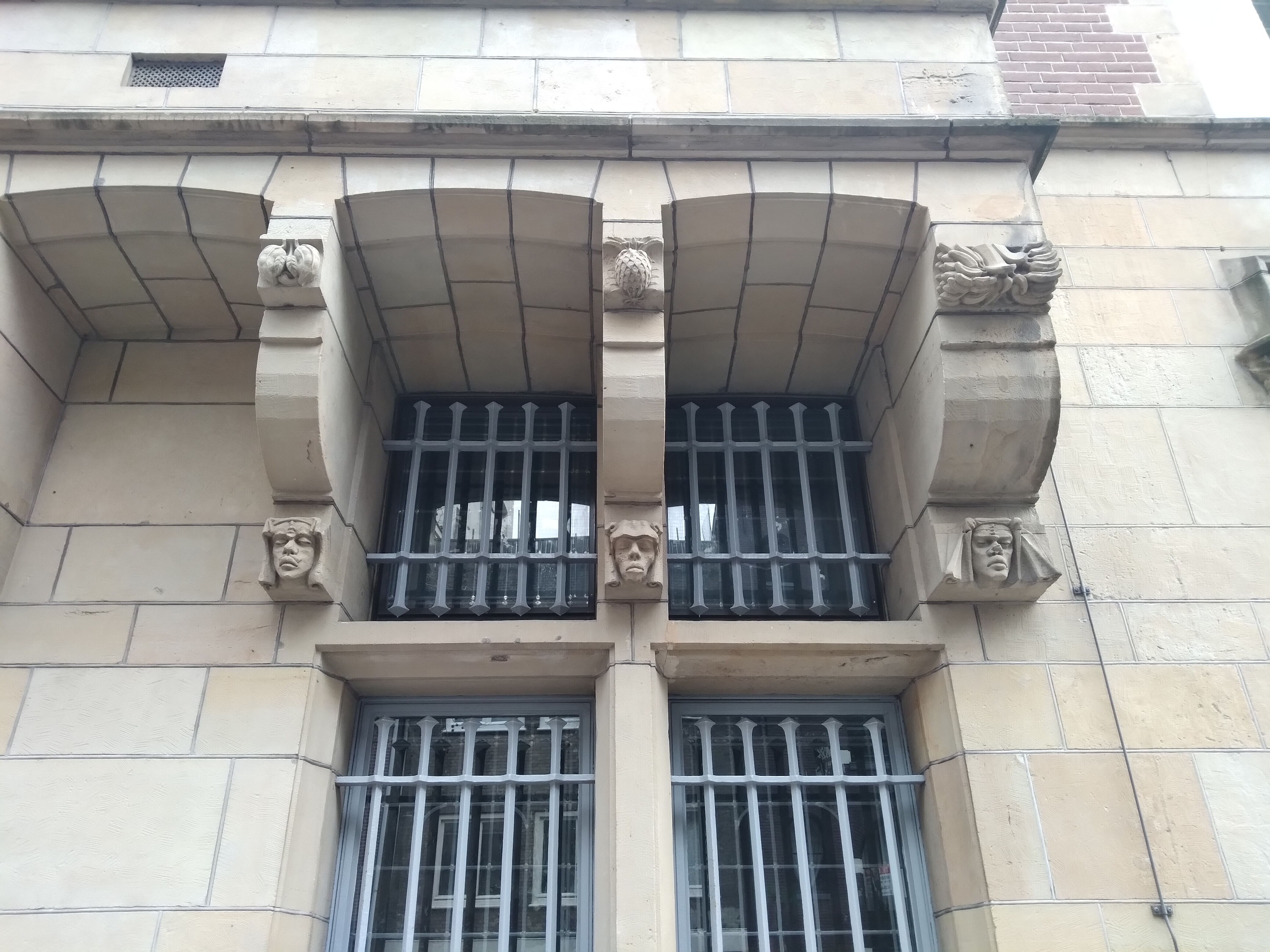
Beeldhouwwerk met koloniale uitstraling onder de erker aan de Spuistraat (maart 2021)